# FIFA女子ランキング
| 2025年6月12日付上位20カ国ランキング | 2025年6月12日付上位20カ国ランキング | 2025年6月12日付上位20カ国ランキング | 2025年6月12日付上位20カ国ランキング |
| 順位                                | 変動                                | チーム                              | ポイント                            |
| ----------------------------------- | ----------------------------------- | ----------------------------------- | ----------------------------------- |
| 1                                   | 増減なし                            | アメリカ合衆国                      | 2057.19                             |
| 2                                   | 増減なし                            | スペイン                            | 2034.34                             |
| 3                                   | 増減なし                            | ドイツ                              | 2030.88                             |
| 4                                   | 4                                   | ブラジル                            | 2004.31                             |
| 5                                   | 1                                   | イングランド                        | 1999.78                             |
| 6                                   | 増減なし                            | スウェーデン                        | 1989.21                             |
| 7                                   | 2                                   | 日本                                | 1982.51                             |
| 8                                   | 1                                   | カナダ                              | 1974.46                             |
| 9                                   | 増減なし                            | 北朝鮮                              | 1944.23                             |
| 10                                  | 1                                   | フランス                            | 1941.61                             |
| 11                                  | 1                                   | オランダ                            | 1926.68                             |
| 12                                  | 増減なし                            | デンマーク                          | 1888.68                             |
| 13                                  | 1                                   | イタリア                            | 1878.37                             |
| 14                                  | 1                                   | アイスランド                        | 1855.79                             |
| 15                                  | 1                                   | オーストラリア                      | 1854.17                             |
| 16                                  | 1                                   | ノルウェー                          | 1849.07                             |
| 17                                  | 増減なし                            | 中華人民共和国                      | 1801.35                             |
| 18                                  | 3                                   | コロンビア                          | 1797.42                             |
| 19                                  | 1                                   | オーストリア                        | 1794.41                             |
| 20                                  | 増減なし                            | ベルギー                            | 1793.93                             |
| *比較は2025年3月6日付との変動       |                                     |                                     |                                     |
| Complete rankings at Fifa.com       |                                     |                                     |                                     |

FIFA女子世界ランキング(英: FIFA Women's World Rankings)は国際サッカー連盟 (FIFA) により発表されるランキング。FIFAに加盟する各国・地域の女子代表チームのポイントを集計し決定される。

## 概要
2003年6月から公表されるようになったが、FIFAランキング（男子）と同様にイロレーティングをベースとして算出するが、以下の点が男子ランキングと異なる。
- 公表は年4回（原則として3月、6月、9月、12月）のみ（男子は毎月）。
- FIFAが初めて公認した女子代表の国際試合（フランス女子代表対オランダ女子代表：1971年4月17日）以降の全試合を集計の対象とする。
- それ故に直近の成績に影響されにくく、FIFA女子ワールドカップやオリンピックへの出場に大きな影響を受けにくい。（ただし、ワールドカップやオリンピックの本大会や予選は他の大会に比べて重み付けされている。）
- 次の条件をすべて満たさない活動休止期間（※）によってランキングから外れたり、復活したりすることがある。（※18ヶ月、COVID-19の影響により現在は48ヶ月）
  - 公式ランキング入りしているチームと、少なくとも5試合を行っていること。
  - ランキング発表日までの過去48ヶ月間、活動休止状態ではないこと。
  - 2025年6月現在のランク外

 モーリタニア、 クウェート、 スーダン、 チャド、 アフガニスタン、 エリトリア、 リビア、 カタール